# Tepuihyla rodriguezi
La rana tepuyana guayanesa (Tepuihyla rodriguezi) es una especie de anfibios de la familia Hylidae.
Habita en Venezuela y posiblemente en Guayana.
Sus hábitats naturales incluyen praderas a gran altitud, pantanos y marismas intermitentes de agua dulce. Está amenazada de extinción por la destrucción de su hábitat natural.